# Arkadiusz Dudko
Arkadiusz Dudko – polski sędzia zawodów driftingowych związany z tym sportem od początku tej dyscypliny w Polsce (2004) i systematycznie promujący tę dyscyplinę sportową w Polsce, Europie i na świecie.
Tą dyscypliną motorsportu zainteresował się w 2004 roku i od tamtej chwili cały czas rozwija swoje umiejętności jazdy w kontrolowanym poślizgu pod okiem Macieja Polody z którym od 2013 roku prowadzi jedyną profesjonalną Szkołę Driftingu w Polsce i jest w niej instruktorem.
Dwukrotnie w latach 2008 i 2010 brał udział w szkoleniach jazdy w kontrolowanym poślizgu w najlepszej na Świecie akademii należącej do Nobushige Kumakubo (Właściciela słynnego Teamu Orange) podczas WDSC (World Drift Summit and Conference) gdzie reprezentował Polskę i ukończył je z wyróżnieniem na poziomie zaawansowanym. Podczas tych szkoleń ukończył kurs i zdobył licencję na sędziego Driftingu i właśnie na tym skoncentrował swoją karierę driftingową i w kolejnych latach sędziował najważniejsze zawody driftingowe w Europie takie jak Drift All Stars czy Drift Masters European Championship. Od 2018 roku pełni funkcję Prezesa Zarządu Spółki Drift Masters Grand Prix która jest organizatorem ligi  Drift Masters European Championship

.

## Osiągnięcia
- 2005-2008 – współorganizator zawodów Polskiej Federacji Driftingu,
- 2009-2013 – główny sędzia Polskiej Serii Driftingowej Super Drift Cup,
- 2010 – zawodnik LUK RallyLand Drift Cup – najszybsze zawody Driftingowe w Europie,
- 2010 – instruktor w Radical Racing Academy na Torze Poznań,
- 2012 – 2015 - sędzia Europejskiej Ligi Driftingowej Drift Allstars European Series,
- 2012 – 2013 – główny sędzia Driftingowych Mistrzostw Litwy,
- 2013 – 2014 – główny sędzia Extreme Events Anglia,
- 2013 – 2014 - główny sędzia Driftingowych Mistrzostw Polski,
- 2013 – główny sędzia Driftingowych Mistrzostw Łotwy,
- 2013 – główny sędzia Driftingowych Mistrzostw krajów północno-nadbałtyckich NEZ (North Europe Zone),
- 2013 – główny sędzia ligi Niemieckiej IDS,
- 2013 – szkoleniowiec na konferencji dla sędziów - Riga / Łotwa,
- 2014 - 2017 – główny sędzia Drift Masters Grand Prix Polska,
- 2018 - obecnie - Prezes Drift Masters European Championship.